# Spineugrapheus vieui
Spineugrapheus vieui är en skalbaggsart som beskrevs av Stefan von Breuning 1964. Spineugrapheus vieui ingår i släktet Spineugrapheus och familjen långhorningar.
Artens utbredningsområde är Madagaskar. Inga underarter finns listade i Catalogue of Life.